# 中和 (化学)

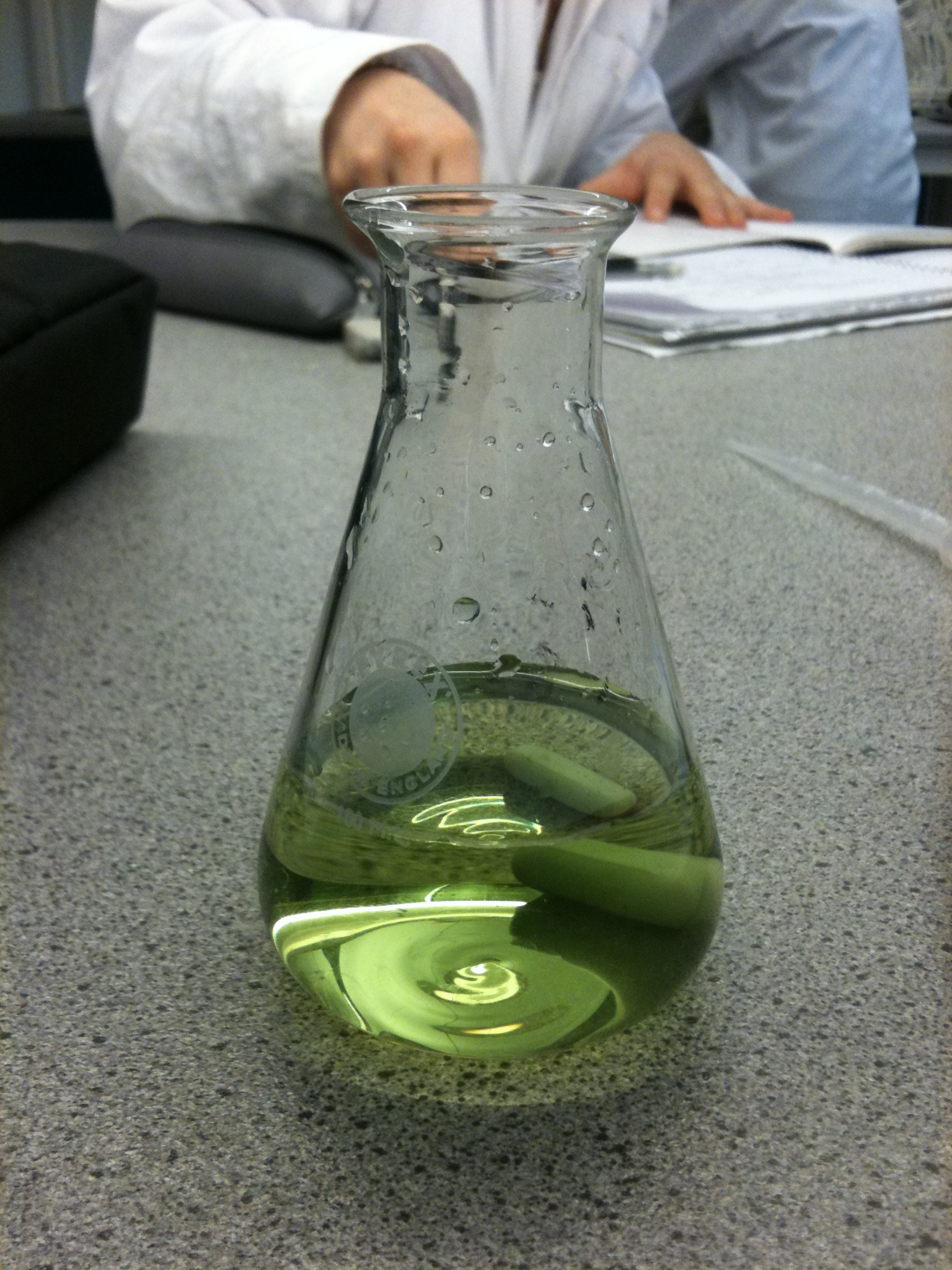
水酸化ナトリウムと塩酸の中和反応。指示薬はブロモチモールブルーである。

中和反応（ちゅうわはんのう、英語: neutralization reaction）は、酸と塩基(アルカリ）が塩と水を成する化学反応である。ほとんどの場合、同時に水が生成する。アレニウスの酸と塩基の中和は、必ず水と金属塩を生成する。
多くの場合、中和反応は発熱反応である。例えば、水酸化ナトリウムと塩酸の中和などが挙げられる。しかし、炭酸水素ナトリウムと酢酸の中和などのように吸熱反応となる中和反応も存在する。
中和反応は、その結果必ずpHが7になるというものではない。最終的なpHは反応物の酸と塩基の強さによって変わる。
化学における主要な化学反応には、他に『酸化還元反応』などがあるが、中和反応と酸化還元反応はまったくの別物なので、注意されたい。中和反応は、酸化還元反応とは異なり、反応物の構成元素の酸化数が変化することは絶対にない。また、『酸性かつ酸化剤の水溶液』『酸性かつ還元剤の水溶液』『アルカリ性かつ酸化剤の水溶液』『アルカリ性かつ還元剤の水溶液』は、いずれも実際に存在する。（具体例は、順に硝酸、硫化水素、次亜塩素酸ナトリウム、硫化ナトリウムなど）

## 概要

### 定義
アレニウスの酸は水溶液中で水素イオンを生成するものと定義される。塩酸や硫酸はアレニウスの酸の例としてよく用いられる。それは、それらの酸が水溶液中で次のように電離する。
{\displaystyle {\ce {HCl -> {H+(aq)}+ Cl^{-}(aq)}}}
{\displaystyle {\ce {H2SO4 -> {2H+(aq)}+ SO4^{-}(aq)}}}
アレニウスの塩基は水溶液中で水酸化物イオンを生成するものと定義される。水酸化ナトリウム、水酸化カリウム、水酸化セシウムなどはその代表例である。塩基は水溶液中で以下のように電離する。
{\displaystyle {\ce {KOH(aq)->{K^{+}(aq)}+OH^{-}(aq)}}}
{\displaystyle {\ce {CsOH(aq)->{Cs^{+}(aq)}+OH^{-}(aq)}}}

### イオンの反応
酸と等価の塩基が反応すると、中和反応が起こる。H+とOH−は混合すると互いの性質を打ち消しあい、pHが7に近づく。アレニウスの酸と塩基の中和では、常に水が生成する。一般的な反応式は下のようになる。
{\displaystyle {\ce {{YOH}+ HX -> {XY}+ H2O}}}
YとXは、それぞれ一価の陽イオンと陰イオンである。XYは生成した塩である。この形の反応の例は、水酸化ナトリウムと塩酸の反応である。このときは、ナトリウムがY、塩素がXとなり、
{\displaystyle {\ce {{HCl}+ NaOH -> {NaCl}+ H2O}}}
水と食塩が形成される。
この反応は、イオン反応式と考えることもできる。
{\displaystyle {\ce {{H^{+}}+OH^{-}->H2O}}}
しかし、中和反応において、水溶液中に実際に水素イオン(H+)が生じることはないため、この表現は正確ではない。その代わり実際は、下記の反応でヒドロニウムイオン({\displaystyle {\ce {H3O^+}}})が生じる。
{\displaystyle {\ce {H^+\ + H2O -> H3O^+}}}
ヒドロニウムイオンを考えると、実際のイオン反応式は次のようになる。
{\displaystyle {\ce {H3O^+\ + OH^- -> 2H2O}}}

### 一般的な中和反応
中和反応は複分解の一種である。中和反応が起こると、水の他に塩が生成する。その反応式は以下のように表される。
酸 + 塩基 → 塩 + 水
{\displaystyle {\ce {{HA}+ BOH -> {BA}+ H2O}}}
この反応中でカチオンとアニオンが入れ替わり、塩が作られる。
例として塩酸と水酸化ナトリウムの中和反応式を挙げると次のようになる。
{\displaystyle {\ce {{NaOH}+ HCl -> {NaCl}+ H2O}}}
塩化ナトリウム（一般的には食塩）が生成している。
他には次の反応が挙げられる。
- 硫酸とアンモニア水溶液の反応。塩は硫酸アンモニウム。

{\displaystyle {\ce {H2SO4\ + 2NH4OH -> (NH4)2SO4\ + 2H2O}}}
- 炭酸と水酸化ナトリウムの反応。塩は炭酸ナトリウム。

{\displaystyle {\ce {H2CO3\ + 2NaOH -> Na2CO3\ + 2H2O}}}
- 塩酸と水酸化アルミニウム（水に難溶）の反応。塩は塩化アルミニウム。

{\displaystyle {\ce {3HCl\ + Al(OH)3 -> AlCl3\ + 3H2O}}}

## 酸とアルカリ
酸-アルカリ反応は、酸-塩基反応の特別な場合と考えられる中和反応である。ここで、用いられた塩基はアルカリ（塩基の中でも特に水に溶け易いものをアルカリと呼ぶ）でもある。酸がアルカリと反応すると、金属塩と水が生成する。
一般的に、酸-アルカリ反応は、反応に関与しないイオンを省略して次のように単純化される。
{\displaystyle {\ce {OH^{-}(aq)\ + H^{+}(aq) -> H2O}}}
酸は、一般的に水素イオン (H+) を含むか、溶液中で生じる物質である。塩酸 (HCl) や硫酸 (H2SO4) 等がよく知られている。水中では、これらは次のようにイオンに解離する。
{\displaystyle {\ce {HCl -> H^{+}(aq)\ + Cl^{-}(aq)}}}
{\displaystyle {\ce {H2SO4 -> H^{+}(aq)\ + HSO4^{-}(aq)}}}
アルカリは、周期表の1族か2族の金属（アルカリ金属かアルカリ土類金属）を含む塩基である。アルカリは、「水溶性の塩基」として定義される。一般的に、塩基は、水酸化物イオン (OH-) を含むか、溶液中で生じる物質である。水酸化ナトリウム (NaOH) や水酸化カリウム (KOH)、水酸化マグネシウム (Mg(OH)2)、水酸化カルシウム (Ca(OH)2) 等がよく知られている。1族の金属を含むアルカリは非常に水に溶けやすいが、2族の金属を含むアルカリはあまり溶けない。アルカリ土類金属の水酸化物は不溶性であるとする文献もあるほどである。
水中で水酸化物イオンを生成するために、アルカリは次のようにイオンに解離する。
{\displaystyle {\ce {NaOH -> Na^{+}(aq)\ + OH^{-}(aq)}}}
しかし、アルカリは、アルカリ金属やアンモニウムイオン {\displaystyle {\ce {(NH4^{+})}}}、アミン（NHxラジカル）等の陽イオンに炭酸塩 {\displaystyle {\ce {(CO3^{2-})}}} が結合した物質を含むより広い定義が用いられることもある。このような定義の場合、{\displaystyle {\ce {Li2CO3}}}、{\displaystyle {\ce {Na2CO3}}}、{\displaystyle {\ce {(NH4)2CO3}}}等もアルカリである。

## 非水反応
非水反応では水は生成しないが、プロトンのドナーは必ず存在する（ブレンステッド-ローリーの酸塩基理論参照）。酸と塩基の定義には様々な種類があるため、様々な反応を中和反応と見なすことができる。以下の反応は全て、異なった定義の下で中和反応と見なせる。
{\displaystyle {\ce {HCl\ + NaOH -> NaCl\ + H2O}}}
{\displaystyle {\ce {2HCl\ + Mg -> MgCl2\ + H2}}}
{\displaystyle {\ce {2HCO2H\ + MgO -> Mg(HCO2)2\ + H2O}}}
{\displaystyle {\ce {HF\ + NH3 -> NH4F}}}

## 生成物のpH
中和反応では、生成物のpHが必ず7になるとは限らない。強酸と強塩基の中和反応の場合、生成物のpHは7になる。例えば、強酸HClと強塩基NaOHは、反応して食塩水を生じる。
{\displaystyle {\ce {HCl\ + NaOH -> H2O\ + NaCl}}}
H3O+またはOH-の濃度の正味変化がないので、最終的なpHは7となる。
弱酸と強塩基の中和の場合、生成物のpHは7よりも大きくなる。例えば、弱酸{\displaystyle {\ce {CH3COOH}}}と強塩基NaOHは、反応して水と{\displaystyle {\ce {Na^+}}}、{\displaystyle {\ce {CH3COO^-}}}を生じる。
{\displaystyle {\ce {CH3COOH\ + NaOH -> Na^+\ + H2O\ + CH3COO^-}}}
Na+は反応に関与しないイオンである。しかし、酢酸イオンは弱塩基であり、水からプロトンを奪ってOH-イオンを生成する。
{\displaystyle {\ce {CH3COO^- + H2O <=> CH3COOH\ + OH^-}}}
従って、生成物の溶液は塩基性となる。
弱塩基と強酸の中和の場合、生成物のpHは7よりも小さくなる。例えば、弱塩基CN-と強酸HClは、反応してCl-とシアン化水素酸HCNを生じる。
{\displaystyle {\ce {{CN^{-}}+HCl->{Cl^{-}}+HCN}}}
Cl-は反応に関与しないイオンである。しかし、シアン化水素酸は弱酸であり、水をプロトン化してH3O+イオンを生成する。
{\displaystyle {\ce {{HCN}+H2O<=>{CN^{-}}+H3O^{+}}}}
従って、生成物の溶液は酸性となる。
弱酸と弱塩基の中和の場合、生成物のpHは、反応物の酸と塩基の相対強さに依存する。例えば、弱塩基{\displaystyle {\ce {CN^-}}}と弱酸{\displaystyle {\ce {CH3COOH}}}は、反応して{\displaystyle {\ce {HCN}}}と{\displaystyle {\ce {CH3COO^-}}}を生じる。{\displaystyle {\ce {CH3COOH}}} (pKa=4.75) は、{\displaystyle {\ce {HCN}}} (pKa=9.2) よりも強い酸であるため、平衡は右にずれ、等モルの弱酸と弱塩基を生じる。
{\displaystyle {\ce {{CN^{-}}+CH3COOH<=>{HCN}+CH3COO^{-}}}}
酢酸イオンはさらに水と反応し、酢酸とOH-イオンを生成する。
{\displaystyle {\ce {{CH3COO^{-}}+H2O<=>{CH3COOH}+OH^{-}}}}
この例の場合、生成した溶液は塩基性である。しかし、これは、弱酸と弱塩基の中和反応の一般的な法則ではない。

## 計算
中和には、等モルの酸と塩基が必要である。即ち、次の公式が成り立つ。
{\displaystyle {\ce {a{\times }[A]{\times }V_{a}=b{\times }[B]{\times }V_{b}}}}
ここで、aは酸性水素の数、bは塩基が受け入れられるH3O+イオンの数を示す定数である。[A]は酸の濃度、[B]は塩基の濃度を表す。Vaは酸の体積、Vbは塩基の体積である。

## 応用
酸と塩基の未知の濃度を決定するためには、滴定が行われる。pHメーターやpH指示薬は、色の変化によって中和点を示す。モル濃度及び体積が既知の試薬を加えて濃度未知の物質のモル濃度を計算するためには、化学量論が用いられる。
水処理では、排水が放出された際の環境への影響を抑えるため、しばしば中和が行われる。pHの調整には、炭酸カルシウム、酸化カルシウム、水酸化マグネシウム、炭酸水素ナトリウム等の物質が用いられる。
酸とアルカリの反応による中和反応は、非常に多くの場面で用いられる。一般的なのは、制酸薬の錠剤である。この薬は、胃における胃酸 (HCl) の過剰分泌を中和するためのものである。炭酸水素ナトリウム (NaHCO3) を服用する場合もある。
消化管においては、食物が胃から腸へ移動した時にも中和反応が起こる。栄養素が腸壁に吸収されるためには、アルカリ環境が必要であり、そのため膵臓は炭酸水素塩を分泌して中和反応を生じさせる。
その他の利用としては、肥料による土壌pHの制御がある。植物の生育に適さない酸性の土壌には、消石灰（水酸化カルシウム）や石灰岩（炭酸カルシウム）が用いられる。植物の生育を促進する肥料は、硫酸 (H2SO4) または硝酸 (HNO3) をアンモニア(NH3) で、硫酸アンモニウムや硝酸アンモニウムに中和して製造する。
工業では、石炭の燃焼の副生成物である二酸化硫黄が大気中で水蒸気と結合して、酸性雨として降る。二酸化硫黄の放出を抑制するために、スクラバーという装置が煙突から出るガスを収集する。この装置は、最初に炭酸カルシウムを燃焼室に送り、ここで炭酸カルシウムは分解され、酸化カルシウム（石灰）と二酸化炭素になる。生成した石灰は、その後二酸化硫黄と反応し、亜硫酸カルシウムを生成する。石灰の懸濁液は、混合物に吹き込まれてスラリーとなり、亜硫酸カルシウム及び未反応の二酸化硫黄を除去する。

## 関連文献
- Metcalf & Eddy. Wastewater Engineering, Treatment and Reuse. 4th ed. New York: McGraw-Hill, 2003. 526-532.